# Osiek Łużycki
Osiek Łużycki (niem. Wendisch Ossig, górnołuż. Osěk) – wieś w Polsce położona w województwie dolnośląskim, w powiecie zgorzeleckim, w gminie Zgorzelec.
Osiek Łużycki to średniej wielkości wieś o długości około 1,2 km, leżąca na Pogórzu Izerskim, w południowej części Równiny Zgorzeleckiej, na wysokości około 195–210 m n.p.m.
W latach 1954–1959 wieś była siedzibą gromady Osiek Łużycki, po jej zniesieniu w gromadzie Radomierzyce. W latach 1975−1998 miejscowość administracyjnie należała do województwa jeleniogórskiego.

## Nazwa
Nazwa prawdopodobnie wywodzi się od łużyckiego słowa oznaczającego "siekanie" i związana jest z wylesianiem - wysiekaniem lasu. Heinrich Adamy w swoim dziele o nazwach miejscowych na Śląsku wydanym w 1888 roku we Wrocławiu wymienia formę nazwy - Ossek podając jej znaczenie "Waldhau" - "Wykarczowany las".
Śląski pisarz Konstanty Damrot w swojej pracy o znaczeniu nazw na Śląsku wydanej w 1896 roku w Bytomiu wymienia nazwę wsi w obecnym polskim brzmieniu "Osiek", a także niemiecką Wendisch Ossig (pol. Wendyjski Ossiek), która wywodzi się od Wendów jak Niemcy nazywają w Niemczech Serbów łużyckich potomków Słowian połabskich. Damrot podaje także dwie wcześniejsze nazwy zanotowane w dokumentach średniowiecznych: z 1385 roku "Ozzek" oraz 1340 "Wendiss Ossigk".

## Zabytki
Do wojewódzkiego rejestru zabytków wpisane są:
- Kościół Narodzenia Najświętszej Maryi Panny w Osieku Łużyckim, ewangelicki, obecnie rzymskokatolicki parafialny, z 1532, przebudowany w XVII w. (stiuki). Późnorenesansowy ołtarz i barokowe epitafia z XVIII w.[9]
- cmentarz przy kościele, ewangelicki, obecnie rzymskokatolicki, z XVII w.